# Tlalocohyla loquax
Tlalocohyla loquax és una espècie de granota que es troba a Belize, Costa Rica, Guatemala, Hondures, Mèxic i Nicaragua.
Està amenaçada d'extinció per la pèrdua del seu hàbitat natural.